# Bildtafel der Verkehrszeichen in der Deutschen Demokratischen Republik von 1971 bis 1978
Die Bildtafel der Verkehrszeichen in der Deutschen Demokratischen Republik von 1971 bis 1978 zeigt die Verkehrszeichen in der Deutschen Demokratischen Republik (DDR), wie sie sich nach der am 1. August 1971 in Kraft getretenen Änderung der Straßenverkehrs-Ordnung – StVO – vom 20. Mai 1971 darstellten. Die Gliederung und Darstellung der Verkehrszeichen in der damals gültigen Straßenverkehrs-Ordnung (StVO) vom 30. Januar 1964 wurden auf Beschluss des Ministerrats der DDR, des Ministers des Inneren und Chefs der Deutschen Volkspolizei durch die Änderungsnovelle vom 20. Mai 1971, die am 1. August 1971 in Kraft trat, teils tiefgreifend verändert. Die StVO von 1964 trat mit Einführung der neuen StVO am 1. Januar 1978 außer Kraft. Allerdings wurde die neue TGL 12096/01, welche die Normierung der nun gültigen Verkehrszeichen festlegte, erst im November 1978 veröffentlicht und am 1. Mai 1979 verbindlich. Somit konnten frühestens Ende 1978 Schilder nach der neuen StVO gefertigt werden. Zusätzlich werden in dieser Bildtafel straßenverkehrsrelevante Zeichen beziehungsweise Signale der Verordnungen über den Bau und Betrieb der Straßenbahnen (BOStrab) wiedergegeben.

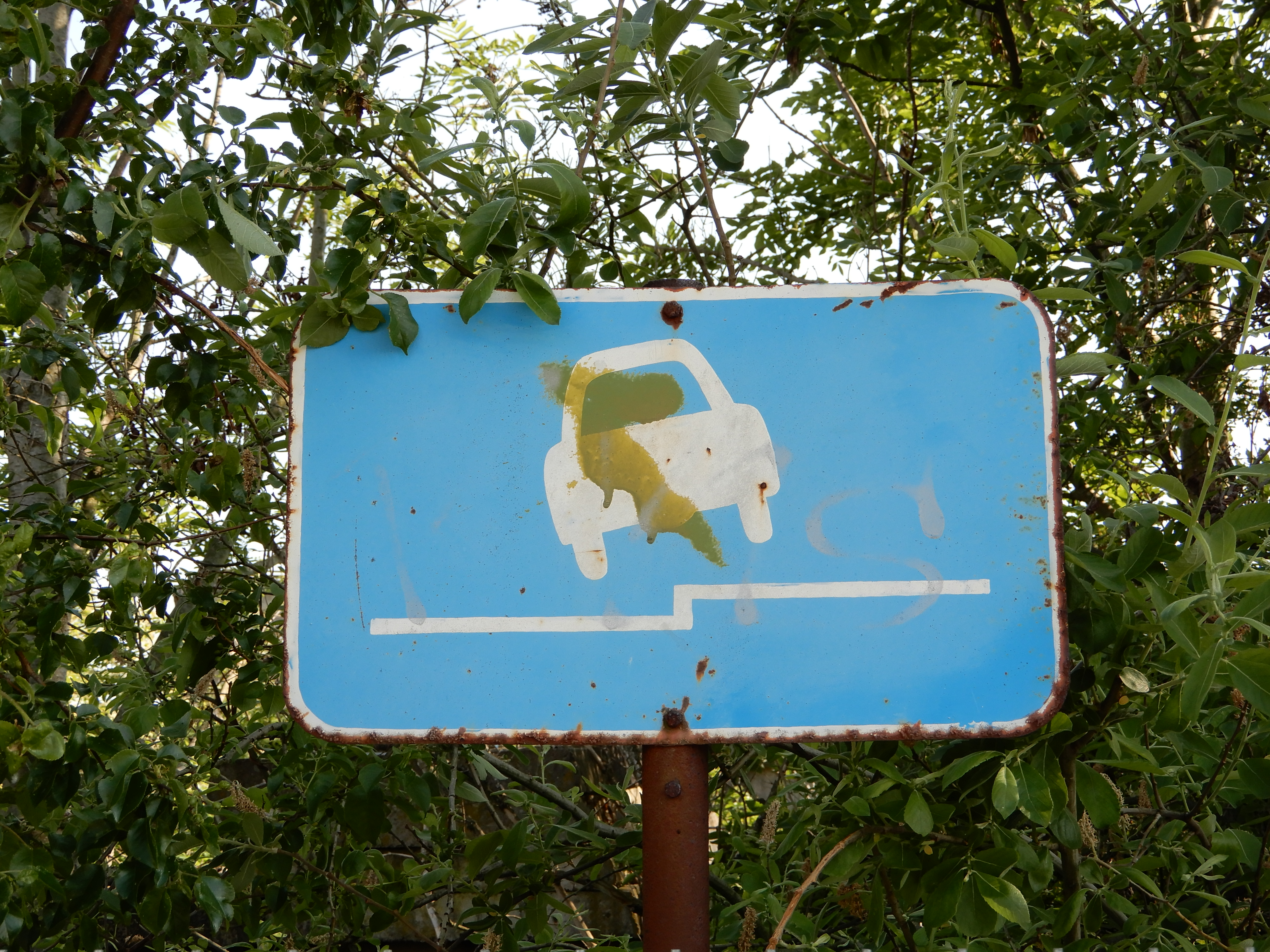
Bild 44 e: Parkanordnung halb auf dem Gehweg. Dieses Zeichen der 1968 eingeführten TGL 10629 befand sich noch 2019 an seinem ursprünglichen Platz

Paragraph 24/1 der Änderungsverordnung legte fest: „Die Bilder 58 und 63 der Anlage 1 werden gestrichen.“ Bei einer Reihe weitere Bilder wurde die Bedeutung oder die Bilder selbst verändert. Tatsächlich waren bereits mit Einführung der TGL 10629, die am 1. Januar 1968 gültig wurde, alle Verkehrszeichen der StVO von 1964 nach neuen Richtlinien überarbeitet worden. So fand 1968 auch der Herzpfeil erstmals Eingang in die Sinnbildgestaltung der DDR. Eine weitere Neuerung war die Aufnahme der Autobahnbeschilderung in den Verkehrszeichenkatalog. Diese Beschilderung war vorher gesondert geregelt worden. Den gleichen Schritt bei der Autobahnbeschilderung hatte die damals aktuelle westdeutsche Straßenverkehrs-Ordnung mit der Neufassung von 1970, die am 1. März 1971 in Kraft trat, bereits vollzogen. Während man im Westen ab 1971 für die Autobahnbeschilderung einen neuen, helleren Blauton (RAL 5017 – Verkehrsblau) wählte, orientierten sich die Verantwortlichen im Osten an der ersten TGL 21196 von 1969 und wählten den Farbton 1464 „Ultramarin“, der entfernt auf dem Farbton RAL 32 h (blau) aus dem 1932 eingeführten RAL-Farbtonregister 840 B 2 fußte. Dieser RAL-Farbton, der später RAL 5002 (Ultramarinblau) genannt wurde, war bereits für die ersten deutschen Autobahnschilder verwendet worden und hatte auch jahrzehntelang die Verkehrszeichen der bundesdeutschen Autobahnen geprägt.

## Weitere wichtige Neuerungen
An den Verkehrszeichen der StVO von 1964 waren bereits mit Einführung des DDR-Standards TGL Nummer 10629, der am 1. Januar 1968 in Kraft trat, teils umfangreiche optische Änderungen vorgenommen worden. Die durch die TGL zusätzlich eingeführten Ergänzungen standen nun den Schilderherstellern zur Verfügung und ermöglichten eine Vielzahl von standardisierten Zeichenanordnungen. Bis zur Einführung der neuen StVO am 1. Januar 1978 wurden jedoch nur exemplarische Beispiele aus der TGL in die Straßenverkehrs-Ordnung aufgenommen. Stellenweise kam es 1971 auch noch zu Ergänzungen und Streichungen von Zeichen, die in der TGL 10629 zu finden waren.

## Farben
Um sich von den nach dem Krieg in Westdeutschland weitergeführten Standards wie RAL und DIN zu lösen und die Eigenständigkeit der DDR hervorzuheben, gehörte es zu den großen Projekten des Landes, eine neue Industrienormierung einzuführen. Die Masse der alten Normen, die neu zu definieren waren, sowie die sich ständig ändernden Vorgaben durch Neuerungen in der Forschung und Technik machten dieses Werk zu einer Sisyphusarbeit. In der DDR wurde den DIN-Normen erstmals ab 1955 der Standard TGL (Technische Normen, Gütevorschriften und Lieferbedingungen) gegenübergestellt. Als die neue StVO von 1964 eingeführt wurde, war mit der Typfarbkarte 5/62 im Jahr 1962 bereits eine erste DDR-eigene Farbnormierung erschienen. Doch erst mit den am 1. Januar 1968 verbindlich eingeführten Vorgaben der TGL 10629 (Leiteinrichtungen für den Straßenverkehr) waren alle grundlegenden Normierungen rund um die Verkehrszeichen erstmals abgedeckt. Als Ersatz zu der ältere Norm TGL 0-6163 vom November 1962, definierte die im Februar 1967 bekanntgegebenen Norm TGL 20684, Blatt 6 (Signallichter – Farben und Farbgrenzen im Verkehrs – Ortsfeste Signallichter im Straßenverkehr) die Farbgrenzen. Im Januar 1969 wiederum wurden die Farbtöne durch die TGL 21196 (Anstrichstoffe – Farbregister) neu geregelt. Die Grundfarben für die Verkehrszeichen der StVO waren lediglich mit den unspezifischen Bezeichnungen Rot, Gelb, Blau etc. definiert. Mit diesen Grundfarben konnte anhand der TGL 20684 und der dort wiedergegeben CIE-Normfarbtafel das gewünschte Farbspektrum definiert und die am nächsten liegende Farbe aus der Typfarbkarte gewählt werden.
- Rot – TGL 21196 (1969): 0605 „Signalrot“ = Lab L 44,78, a 50,80, b 26,62 (= RAL-Farbtonregister 840 R: 3000)
- Gelb – TGL 21196 (1969): 0209 „Chromgelb“ = Lab L 76,81, a 9,08, b 67,66 (= RAL-Farbtonregister 840 R: 1004)
- Blau – TGL 21196 (1969): 1464 „Ultramarin“ = Lab L 37,22, a 8,32, b -27,81 (= keine Entsprechung im RAL)

Das wahrnehmbare Spektrum im 1976 festgelegten CIE-Lab-Farbraum, gibt die am 1. März 1988 gültig gewordene TGL 21196 wieder. Zwar entstand diese letztgenannte TGL lange nach dem Außerkrafttreten der StVO von 1964, doch wurden hier die TGL-Farbwerte erstmals in eine für Bildbearbeitungsprogramme verwertbare Form gebracht. So konnten die Farbwerte auch für die Abbildungen in diesem Artikel eingesetzt werden.

## Schriften

Fette Mittelschrift nach TGL 0-1451

Seit Einführung der TGL 0-1451, die am 1. Januar 1963 verbindlich wurde, hatten die sich Verantwortlichen in der DDR auch ihren eigenen Schriftenstandard für Verkehrszeichen verordnet. Die TGL-Vorgaben fußten direkt auf dem Vorkriegsstandard der DIN 1451 und wurden dieser Formensprache entlehnt. Wie bei den DIN-Schriftschnitten gab es auch hier Eng-, Mittel- und Breitschriften, wobei es Drucktypen in verschiedenen Schriftstärken gab. Die Praxis zeigte, dass sich selbst offizielle Abbildungen in den Gesetzestexten oder anderen Veröffentlichungen nicht an diese Festlegungen hielten und stattdessen vielfach Variationen der DIN-Schrift Verwendung fanden, wie dies bereits bei den Schildermalern vor dem Krieg üblich wurde. Dies war kein ostdeutsches Phänomen, sondern konnte zeitgleich auch in Westdeutschland beobachtet werden. Erst zu Beginn der 1970er Jahre, mit dem Aufkommen elektronischer Steuerungssysteme zur Herstellung der Verkehrszeichen, setzte sich die heute bekannte Einheitlichkeit der Beschriftungen durch. Die TGL-0-1451 gibt klare Vorgaben für die Kegel- und Schriftgrößen der Drucktypen. Wert wurde auf eine gute Unterschneidung und einen passenden Zeilenabstand gelegt. All dies sollte die Lesbarkeit der Verkehrsschilder erhöhen.

## Herstellung
Mit der am 10. April 1967 bekanntgegebenen und am 1. Januar 1968 verbindlich gewordenen TGL 10629 wurden normierte Bohrlöcher in den Verkehrsschildern verbindlich vorgeschrieben. Die Abbildungen auf dieser Seite geben diese Bohrlöcher an den genau festgelegten Stellen wieder. Lediglich die auf Autobahnen eingesetzten Schilder waren ohne Lochung herzustellen. Schilder aus Stahlblech waren mit einer Sicke auszuführen. Stahlblechschilder, die zu erneuern waren, sollten durch Aluminium- oder „Plastschilder“ ersetzt werden. Auf der Rückseite musste laut dieser Norm die Herstellerfirma mit Anschrift, dem Herstellungsmonat und -jahr wetterfest angegeben werden.

## Autobahnbeschilderung
Neu aufgenommen wurde 1971 in die Straßenverkehrs-Ordnung die Autobahnbeschilderung, die zuvor gesondert geregelt war. Diese Neuregelung hatte ihre Parallele zu der Entwicklung in der Bundesrepublik Deutschland, in der die Verkehrszeichen für Autobahnen ebenfalls seit 1971 in der StVO festgeschrieben waren. Die 1971 in der DDR eingeführte Autobahnbeschilderung blieb weitgehend bis zur Wende 1990 im Einsatz, auch wenn ab 1979 neue Zeichen eingeführt wurden. Doch da der Autobahnausbau in der DDR keinen Vorrang hatte, wurden lediglich beschädigte Zeichen ausgewechselt.

## I. Warnzeichen

Bild 1 Allgemeine Gefahrenstelle
Bild 2 Querrinne
Bild 3 Hauptstraße
Bild 4 Kreuzung
Bild 4 a Rechtskurve
Bild 4 b Linkskurve
Bild 4 c Doppelkurve nach rechts beginnend
Bild 4 d Doppelkurve nach links beginnend
Bild 5 Starkes Gefälle
Bild 5 V Starkes Gefälle
Bild 6 Schleudergefahr
Bild 7 Verengung der Fahrbahn
Bild 8 Übergang für Fußgänger
Bild 9 Baustelle
Bild 9 a Flugbetrieb − in Verbindung mit einer roten Blinkleuchte (TGL 10629)
Bild 10 Kinder
Bild 10 a Wildwechsel
Bild 10 b Lichtzeichenanlage
Bild 11 Beschrankter Eisenbahnübergang
Bild 12 Unbeschrankter Bahnübergang
Bild 13 Dreistreifige Bake
Bild 13 a Dreistreifige Bake
Bild 13 V Dreistreifige Bake
Bild 14 Zweistreifige Bake
Bild 14 a Zweistreifige Bake
Bild 14 V Zweistreifige Bake
Bild 15 Einstreifige Bake
Bild 15 a Einstreifige Bake
Bild 15 V Einstreifige Bake
Bild 16 Beschrankter Bahnübergang
Bild 17 Unbeschrankter Bahnübergang (eingleisig)
Bild 17 a Unbeschrankter Bahnübergang (eingleisig mit Haltlichtanlage)
Bild 18 Unbeschrankter Bahnübergang (mehrgleisig)
Bild 18 a Unbeschrankter Bahnübergang - elektrifizierte Strecke - eingleisig

## II. Verbotszeichen

Bild 19 Verkehrsverbot für Fahrzeuge aller Art
Bild 19 a Verkehrsverbot für Durchgangsverkehr
Bild 19 b Verkehrsverbot für Fahrzeuge aller Art (Anlieger frei)
Bild 20 Verbot einer Fahrtrichtung oder Einfahrt
Bild 21 Verkehrsverbot für Kraftwagen
Bild 22 Verkehrsverbot für Krafträder
Bild 22 V Verkehrsverbot für Krafträder an Sonn- und Feiertagen
Bild 23 Verkehrsverbot für Kraftwagen und Krafträder
Bild 23 V Verkehrsverbot für Kraftwagen und Krafträder an Sonn- und Feiertagen
Bild 24 Verkehrsverbot für Radfahrer
Bild 24 V Verkehrsverbot für Radfahrer an Sonn- und Feiertagen
Bild 25 Verkehrsverbot für Kraftwagen an Sonn- und Feiertagen
Bild 26 Verkehrsverbot für Gespannfahrzeuge
Bild 27 Linksabbiegen verboten
Bild 28 Rechtsabbiegen verboten
Bild 28 a Wendeverbot; neues Bild
Bild 29 Parkverbot
Bild 30 Halteverbot
Bild 31 Verkehrsverbot für Fahrzeuge über eine bestimmte Breite
Bild 31 V Verkehrsverbot für Fahrzeuge über eine bestimmte Breite
Bild 32 Verkehrsverbot für Fahrzeuge über eine bestimmte Höhe
Bild 32 V Verkehrsverbot für Fahrzeuge über eine bestimmte Höhe
Bild 33 Verkehrsverbot für Fahrzeuge über ein bestimmtes Gesamtgewicht
Bild 33 V 1 Verkehrsverbot für Fahrzeuge über ein bestimmtes Gesamtgewicht
Bild 33 V 2 Verkehrsverbot für Fahrzeuge über ein bestimmtes Gesamtgewicht
Bild 33 V 3 Verkehrsverbot für Fahrzeuge über ein bestimmtes Gesamtgewicht
Bild 33 V 4 Verkehrsverbot für Fahrzeuge über ein bestimmtes Gesamtgewicht
Bild 33 V 5 Verkehrsverbot für Fahrzeuge über ein bestimmtes Gesamtgewicht
Bild 33 V 6 Verkehrsverbot für Fahrzeuge über ein bestimmtes Gesamtgewicht
Bild 33 V 7 Verkehrsverbot für Fahrzeuge über ein bestimmtes Gesamtgewicht
Bild 33 V 8 Verkehrsverbot für Fahrzeuge über ein bestimmtes Gesamtgewicht
Bild 33 V 9 Verkehrsverbot für Fahrzeuge über ein bestimmtes Gesamtgewicht
Bild 33 a Verkehrsverbot für Fahrzeuge über eine bestimmte Achslast
Bild 33 a V Verkehrsverbot für Fahrzeuge über eine bestimmte Achslast
Bild 34 Geschwindigkeitsbegrenzung in km/h
Bild 34 V 1 Geschwindigkeitsbegrenzung in km/h
Bild 34 V 2 Geschwindigkeitsbegrenzung in km/h
Bild 34 V 3 Geschwindigkeitsbegrenzung in km/h
Bild 34 a Ende der Geschwindigkeitsbegrenzung; neues Bild
Bild 35 Überholverbot für Kraftfahrzeuge untereinander
Bild 35 a Ende des Überholverbotes für mehrspurige Kraftfahrzeuge; neues Sinnbild
Bild 35 b Hupverbot
Bild 35 c Ende sämtlicher Streckenverbote; neues Sinnbild
Bild 36 Vorfahrt auf der Hauptstraße beachten!
Bild 36 a Vorfahrt der Straßenbahn beachten
Bild 37 Halt! Vorfahrt auf der Hauptstraße beachten!
Bild 38 Zollstelle

## III. Gebotszeichen

Bild 39 Benutzung nur in Pfeilrichtung gestattet
Bild 40 Links
Bild 40 a Gegenverkehr beachten (Vorsicht beim Überholen); bisher Bild 64
Bild 40 V 1 Rechts oder links abbiegen
Bild 40 V 2 Links abbiegen
Bild 40 V 3 Rechts abbiegen
Bild 40 V 4 Geradeaus oder rechts abbiegen
Bild 40 V 5 Geradeaus oder links abbiegen
Bild 41 Kreisverkehr
Bild 42 Radweg
Bild 43 Gehweg
Bild 43 a Fußgängerüber- oder -unterführung; neues Bild
Bild 43 b Vorgeschriebene Mindestgeschwindigkeit; neues Bild
Bild 43 c Ende der vorgeschriebenen Mindestgeschwindigkeit; neues Bild
Bild 44 Parkplatz
Bild 44 a Parkplatz nur für Taxifahrzeuge
Bild 44 a V 1 Parkplatz nur für Taxifahrzeuge
Bild 44 a V 2 Parkplatz nur für Taxifahrzeuge
Bild 44 b Parkanordnung quer zur Fahrtrichtung
Bild 44 c Parkanordnung schräg zur Fahrtrichtung
Bild 44 d Parkanordnung auf dem Gehweg
Bild 44 e Parkanordnung halb auf dem Gehweg
Bild 44 f Parkanordnung auf dem Gehweg quer zur Fahrtrichtung
Bild 44 g Parkanordnung halb auf dem Gehweg quer zur Fahrtrichtung
Bild 44 h Parkanordnung auf der Fahrbahn parallel zur Fahrtrichtung
Bild 45 Vorsichtszeichen
Bild 45 a Einordnen
Bild 45 a V 1 Einordnen
Bild 45 a V 2 Einordnen
Bild 45 a V 3 Einordnen
Bild 45 a V 4 Einordnen
Bild 45 a V 5 Einordnen
Bild 45 a V 6 Einordnen
Bild 45 a V 7 Einordnen
Bild 45 a V 8 Einordnen
Bild 45 a V 9 Einordnen
Bild 45 a V 10 Einordnen
Bild 45 a V 11 Einordnen
Bild 45 a V 12 Einordnen
Bild 45 a V 13 Einordnen
Bild 45 a V 14 Einordnen
Bild 45 b Beispiel einer vorgeschriebenen Fahrtrichtung für Linksabbieger; neues Bild

## IV. Hinweiszeichen

Bild 46 Hilfsposten
Bild 46 a Fernsprechstelle
Bild 46 b Pannenhilfe
Bild 46 c Tankstelle
Bild 46 d Campingplatz; neues Bild
Bild 47 Zeichen für die Hauptverkehrsstraße
Bild 47 a abbiegende Hauptstraße (links)
Bild 47 a V 1 abknickende Hauptstraße (links)
Bild 47 a V 2 abknickende Hauptstraße (links)
Bild 48 Schnellstraße – Anfang; bisher Bild 75
Bild 48 a Schnellstraße – Ende; neues Bild
Bild 48 b Schnellstraße für PKW und Krafträder; bisher Bild 75 V 3
Bild 48 c Anzeigetafel für Richtgeschwindigkeiten; neues Bild
Bild 49 Nummernschild für Fernverkehrsstraßen
Bild 49 V 1 Nummernschild für Fernverkehrsstraßen
Bild 49 V 2 Nummernschild für Fernverkehrsstraßen
Bild 49 V 3 Nummernschild für Fernverkehrsstraßen
Bild 49 V 4 Nummernschild für Fernverkehrsstraßen
Bild 49 V 5 Nummernschild für Fernverkehrsstraßen
Bild 49 V 6 Nummernschild für Fernverkehrsstraßen
Bild 49 V 7 Nummernschild für Fernverkehrsstraßen
Bild 49 V 8 Nummernschild für Fernverkehrsstraßen
Bild 49 V 9 Nummernschild für Fernverkehrsstraßen
Bild 50 Wegweiser für Fernverkehrsstraßen
Bild 51 Wegweiser für sonstige befestigte Straßen
Bild 51 a Wegweiser zur Autobahn
Bild 51 b Wegweiser für den Durchreiseverkehr
Bild 52 Wegweiser für unbefestigte Straßen
Bild 53 Ortstafel (Vorderseite) Ausschließlich 50 km/h sind Innerorts erlaubt[11]
Bild 53 Ortstafel (Vorderseite)[12] Für PKW und Krafträder sind 50 km/h, für alle übrigen Fahrzeuge 80 km/h erlaubt[11]
Bild 53 Ortstafel, zweisprachig beschriftet (Vorderseite)
Bild 53 Ortstafel (Vorderseite)
Bild 53 Ortstafel (Vorderseite)
Bild 53 Ortstafel (Vorderseite)
Bild 53 Ortstafel (Vorderseite)
Bild 53 Ortstafel (Vorderseite)
Bild 53 Ortstafel (Vorderseite)
Bild 53 Ortstafel (Vorderseite)
Bild 53 a Ortstafel (Rückseite)
Bild 53 a Ortstafel (Rückseite)
Bild 53 a Ortstafel (Rückseite)
Bild 54 a Vorwegweiser vor Straßenkreuzungen und -abzweigungen
Bild 54 b Vorwegweiser vor Straßenkreuzungen und -abzweigungen
Bild 54 c Anfang der Autobahn; neues Bild
Bild 54 d Ende der Autobahn; neues Bild
Bild 54 e Vorwegweiser auf Autobahnen; neues Bild
Bild 54 f Wegweiser auf Autobahnen; neues Bild
Bild 54 g Wegweiser auf Autobahnen; neues Bild
Bild 54 h Ankündigungszeichen für Anschlußstellen auf Autobahnen; neues Bild
Bild 54 i Baken vor Anschlußstellen auf Autobahnen (300 m); neues Bild
Bild 54 i Baken vor Anschlußstellen auf Autobahnen (200 m); neues Bild
Bild 54 i Baken vor Anschlußstellen auf Autobahnen (100 m); neues Bild

## V. Verkehrsleiteinrichtungen

Bild 55 Tafel für Umleitung des Verkehrs
Bild 55 V 1 Tafel für Umleitung des Verkehrs
Bild 55 V 2 Tafel für Umleitung des Verkehrs
Bild 55 V 3 Tafel für Umleitung des Verkehrs
Bild 55 V 4 Tafel für Umleitung des Verkehrs
Bild 56 Wegweiser im Verlauf der Umleitungsstrecke
Bild 56 V 1 Umleitung (geradeaus)
Bild 56 V 2 Umleitung (rechtsabbiegend)
Bild 56 V 3 Umleitung (linksabbiegend)
Bild 57 Zeichen zur Leitung des Verkehrs bei halbseitiger Straßensperrung
Bild 59 Leitschraffur

## Zusatzschilder

Bild 65 Fußgänger links gehen
Bild 66 Fußgänger gegenüberliegende Gehbahn benutzen
Bild 67 Anfang
Bild 68 Ende
Bild 69 Glatteisgefahr
Bild 70 Telefon (einzeilig)
Bild 70 V Telefon (zweizeilig)
Bild 71 Kurvenreiche Straße auf 4000 m
Bild 72 drei aufeinanderfolgende Gefahrenstellen
Bild 73 In 100 m rechts abbiegen
Bild 73 V 1 80 m geradeaus
Bild 73 V 2 In 120 m schräg links halten
Bild 74 nach 8 m
Bild 74 V 1 nach 26 m
Bild 74 V 2 nach 70 m
Bild 74 V 3 nach 150 m
Bild 74 V 4 nach 300 m
Bild 76 Streugut
Bild 77 Rollsplitt
Bild 78 Radweg kreuzt
Bild 79 Gehörlose
Bild 80 zeitliche Beschränkung (einzeilig)
Bild 80 V 1 zeitliche Beschränkung (zweizeilig)
Bild 80 V 2 werktags – zeitliche Beschränkung
Bild 81 Pfeil (linksweisend)
Bild 81 V 1 Doppelpfeil – rechts- und linksweisend
Bild 81 V 2 rechtsweisender Pfeil
Bild 81 V 3 schräg rechtsweisender Pfeil
Bild 82 auf 800 m
Bild 82 V 1 auf 1400 m
Bild 82 V 2 auf 2700 m
Bild 83 unbewachter Parkplatz
Bild 84 bewachter Parkplatz
Bild 85 bewachter Parkplatz
Bild 86 Ausfahrt (geradeaus)
Bild 87 Lastkraftwagen (rechtsweisend)
Bild 87 V 1 Lastkraftwagen (linksweisend)
Bild 87 V 2 Wegweiser für Lastkraftwagen (rechtsweisend)
Bild 87 V 3 Wegweiser für Lastkraftwagen (linksweisend)
Bild 88 Omnibusse (rechtsweisend)
Bild 88 V 1 Omnibusse (linksweisend)
Bild 88 V 2 Wegweiser für Omnibusse (rechtsweisend)
Bild 88 V 3 Wegweiser für Omnibusse (linksweisend)
Bild 89 Personenkraftwagen (rechtsweisend)
Bild 89 V 1 Personenkraftwagen (linksweisend)
Bild 89 V 2 Wegweiser für Personenkraftwagen (rechtsweisend)
Bild 89 V 3 Wegweiser für Personenkraftwagen (rechtsweisend)
Bild 90 Krafträder (rechtsweisend)
Bild 90 V 1 Krafträder (linksweisend)
Bild 90 V 2 Wegweiser für Krafträder (rechtsweisend)
Bild 90 V 3 Wegweiser für Krafträder (rechtsweisend)
Bild 91 Lastkraftwagen und Omnibusse (rechtsweisend)
Bild 91 V 1 Lastkraftwagen und Omnibusse (linksweisend)
Bild 91 V 2 Wegweiser für Lastkraftwagen und Omnibusse (rechtsweisend)
Bild 91 V 3 Wegweiser für Lastkraftwagen und Omnibusse (linksweisend)
Bild 91 V 4 Wegweiser für Lastkraftwagen und Omnibusse (geradeaus)
Bild 91 V 5 Wegweiser für Lastkraftwagen und Omnibusse (rechtsweisend)
Bild 91 V 6 Wegweiser für Lastkraftwagen und Omnibusse (linksweisend)
Bild 92 Personenkraftwagen und Krafträder (rechtsweisend)
Bild 92 V 1 Personenkraftwagen und Krafträder (linksweisend)
Bild 92 V 2 Wegweiser für Personenkraftwagen und Krafträder (linksweisend)
Bild 92 V 3 Wegweiser für Personenkraftwagen und Krafträder (linksweisend)
Bild 92 V 4 Wegweiser für Personenkraftwagen und Krafträder (geradeaus)
Bild 92 V 5 Wegweiser für Personenkraftwagen und Krafträder (rechtsweisend)
Bild 92 V 6 Wegweiser für Personenkraftwagen und Krafträder (linksweisend)
Bild 93 nach 200 m
Bild 94 Straßenbahn im Gegenverkehr
Bild 95 Straßenbahn kreuzt
Bild 96 Steinschlaggefahr
Bild 97 Vermessung
Bild 98 außer Radfahrer
Bild 99 außer Volkspolizei-Fahrzeuge
Bild 100 außer Kfz. Feuerwehr
Bild 101 außer Fahrzeuge Kraftverkehr
Bild 102 außer Bus im Linienverkehr
Bild 103 außer Taxi
Bild 104 außer Baufahrzeuge
Bild 105 außer Krankenwagen
Bild 106 außer Dienstfahrzeuge
Bild 107 außer Versorgungsfahrzeuge
Bild 108 außer Versorgungsfahrzeuge mit zeitlicher Beschränkung
Bild 109 Frostschäden
Bild 110 Hochspannung

## Ersatzlos gestrichene Bilder

Bild 58 Sperrgerät vor Baustellen (ohne Beleuchtung)
Bild 59 Ampel für Fußgängerschutzweg
Bild 60 Verkehrsteiler (Leuchtpilz)
Bild 60 a Verkehrsteiler (Leuchtsäule)
Bild 60 b Verkehrsleit- und Absperrkegel
Bild 61 Winkerkelle für Fuhrwerkslenker
Bild 62 Warnflagge „Achtung, Rutschgefahr“ (Anordnung bei plötzlicher Schnee- oder Eisglätte, Ölspuren usw.)
Bild 63 Armbinde für Regulierungsposten

## Leiteinrichtungen für den Straßenverkehr

### Allgemeine Leiteinrichtungen
Die im Juni 1966 veröffentlichte und am 1. April 1967 verbindlich gewordene TGL 12096 für Leiteinrichtungen für den Straßenverkehr war nicht in der Straßenverkehrs-Ordnung enthalten. Die in der TGL vorgeschriebenen Leitschraffuren konnten auf Schildern oder auf den Hindernissen selbst aufgebracht werden. Es wurde zwischen gelb-schwarzen Schraffuren auf ständigen Hindernissen wie beispielsweise an Brückenpfeilern, Brüstungen und Felsen sowie rot-schwarzen Schraffuren auf Absperrgeräten, Fahrzeugen und Arbeitsgeräten unterschieden.

Bild 4 Leitschraffur an ständigen Hindernissen
zu Bild 4 Leitschraffur an ständigen Hindernissen
Bild 5 Leitschraffur an ständigen Hindernissen
Bild 6 Leitschraffur an ständigen Hindernissen

Bild 4 Leitschraffur an nicht ständigen Hindernissen
zu Bild 4 Leitschraffur an nicht ständigen Hindernissen
Bild 5 Leitschraffur an nicht ständigen Hindernissen
Bild 6 Leitschraffur an nicht ständigen Hindernissen

Die TGL definiert für weiß-rote Leitschraffuren außer ihrer ansonsten nicht ständigen Nutzung im Straßenraum eine Ausnahme: Ihre Nutzung bei Absperrgeräten, die sich ständig auf den Straßenverkehrsflächen befanden. Seit den 1960er Jahren erschienen auch die Leitsteine mit einem rot-weißen Anstrich. Wie in der westdeutschen ÖTV-Presse, dem Zentralorgan der Gewerkschaft Öffentliche Dienste, Transport und Verkehr 1954, dargelegt wurde, sollten Natursteine, die zu dunkel ausfielen, hell gestrichen werden. Möglicherweise galt in der DDR eine ähnliche Regel, da auch dort Leitsteine manchmal einen weißen Schaft erhielten.

Leitsteine
Leitpflock in der sowohl für Westdeutschland als auch für die DDR identischen Ausführung

### Zusätzliche Leiteinrichtungen auf Autobahnen
Für die Beschilderung an Autobahnen waren 1969 zusätzliche Hinweiszeichen nach TGL 10629 in Kraft getreten.

Anlage A 1: Autobahn-Instandhaltung
Anlage A 1: Schneepflug
Anlage A 1: Schneefräse
Anlage A 1: Streuwagen
Anlage A 1: Sprühwagen
Anlage A 2

## Haltestellenzeichen für Straßenbahnen und Kraftfahrlinien

Signal St 1 Haltestelle für den öffentlichen Verkehr
Signal St 1 mit zeitgenössischer Beschriftung „Strassenbahn“
Signal St 2a Doppelhaltestelle für den öffentlichen Verkehr
Signal St 2b Doppelhaltestelle für den öffentlichen Verkehr

## Nachträgliche Änderungen und Ergänzungen zu den Verkehrszeichen

### 1974
Mit der am 1. Juli 1974 verbindlich gewordenen TGL 12096/05 wurden Leitpfosten erstmals in der Bauart einheitlich nach DDR-Maßstäben normiert, wie sie in der BRD seit März 1957 eingeführt worden waren.

Leitpfosten

### 1975
Mit der TGL 12096/04 vom Mai 1974, die ab dem 1. Januar 1975 verbindlich wurde, fand das Ampelmännchen erstmals Eingang in die TGL-Ampelnormierung.

Bild 11 für Fußgänger: Verkehrsrichtung freigegeben
Bild 12 für Fußgänger: Halt bzw. Fahrbahn verlassen

### 1976
Am 22. Januar 1976 wurde eine vollständig neue BOStrab erlassen, die am 1. Mai 1976 in Kraft trat. Die Zeichen erhielten neue Namen und Nummerierungen. Neu eingeführt wurde das Zeichen für Sonderhaltestellen. Unten werden nur die Zeichenänderungen zur älteren BOStrab wiedergegeben.

neue Nummer: Signal St 29 Haltestellenzeichen
neue Nummer: Signal St 29a Zeichen für Doppelhaltestelle
neue Nummer: Signal St 29a Zeichen für Doppelhaltestelle
neues Zeichen: Signal St 29b Zeichen für Sonderhaltestellen